# Epirhyssa tonkinensis
Epirhyssa tonkinensis là một loài tò vò trong họ Ichneumonidae.